# Первая конгрегационалистская объединённая церковь Христа
Первая конгрегационалистская объединенная церковь Христа (англ. First Congregational United Church of Christ) — церковь в Белл-Фурше, Южная Дакота, США, была включена в Национальный реестр исторических мест в 2013 году.

## Конструкция
Первое здание церкви, небольшая каркасная церковь, было построено в 1892 году. Здание из камня, построенное в 1949 году, выполнено в стиле эпохи Тюдоров, имеет Т-образную форму, спроектировано архитекторами Джозефом Вандербильтом и Карлом Бардом. Прямоугольное дополнение к задней части было добавлено в 1965 году. Церковь считалась «значительным местом как наиболее выдающееся здание в стиле Tudor Revival в городе» и как «самый стильный» из исторических кирпичных церквей, из семи церквей, в Белл-Фурше.

## Служение
Первые богослужения конгрегационалистской церкви состоялись в Белл-Фурше в 1891 году.  

## Расположение
Первая конгрегационалистская объединенная церковь Христа — одно из двух церковных зданий конгрегации в 2018 году. Другое находится по адресу 423 Elm Street в Сент-Онже. 